# Funningur
Funningur (IPA: [ˈfʊnːɪŋgʊɹ], (danska: Funding) är en by vid den nordvästra kusten på ön Eysturoy i Färöarna. Byn har totalt 79 invånare och tillhör Funningurs kommun. Funningurs postnummer är FO-475. Bakom byn reser sig Färöarnas högsta berg, Slættaratindur, med sina 882 meter över havet. I samhället bor 51 invånare (2015).
Traditionen säger att den första vikingen som bosatte sig på Färöarna gjorde det på den plats som senare skulle bli denna by. Mannen var Grímr Kamban och påstås ha kommit från de brittiska öarna och bosatte sig här omkring år 800.
I Funningur finns Funnings kirkja som uppfördes 1847.

## Befolkningsutveckling
| Befolkningsutvecklingen i Funningur 1985–2015 | Befolkningsutvecklingen i Funningur 1985–2015 | Befolkningsutvecklingen i Funningur 1985–2015 | Befolkningsutvecklingen i Funningur 1985–2015 | Befolkningsutvecklingen i Funningur 1985–2015 |
| --------------------------------------------- | --------------------------------------------- | --------------------------------------------- | --------------------------------------------- | --------------------------------------------- |
|                                               |                                               |                                               |                                               |                                               |
| År                                            |                                               |                                               | Folkmängd                                     |                                               |
| 1985                                          | 1985                                          |                                               | 107                                           |                                               |
| 1990                                          | 1990                                          |                                               | 111                                           |                                               |
| 1995                                          | 1995                                          |                                               | 106                                           |                                               |
| 2000                                          | 2000                                          |                                               | 90                                            |                                               |
| 2005                                          | 2005                                          |                                               | 81                                            |                                               |
| 2010                                          | 2010                                          |                                               | 62                                            |                                               |
| 2015                                          | 2015                                          |                                               | 51                                            |                                               |
|                                               |                                               |                                               |                                               |                                               |